# Novela cortés

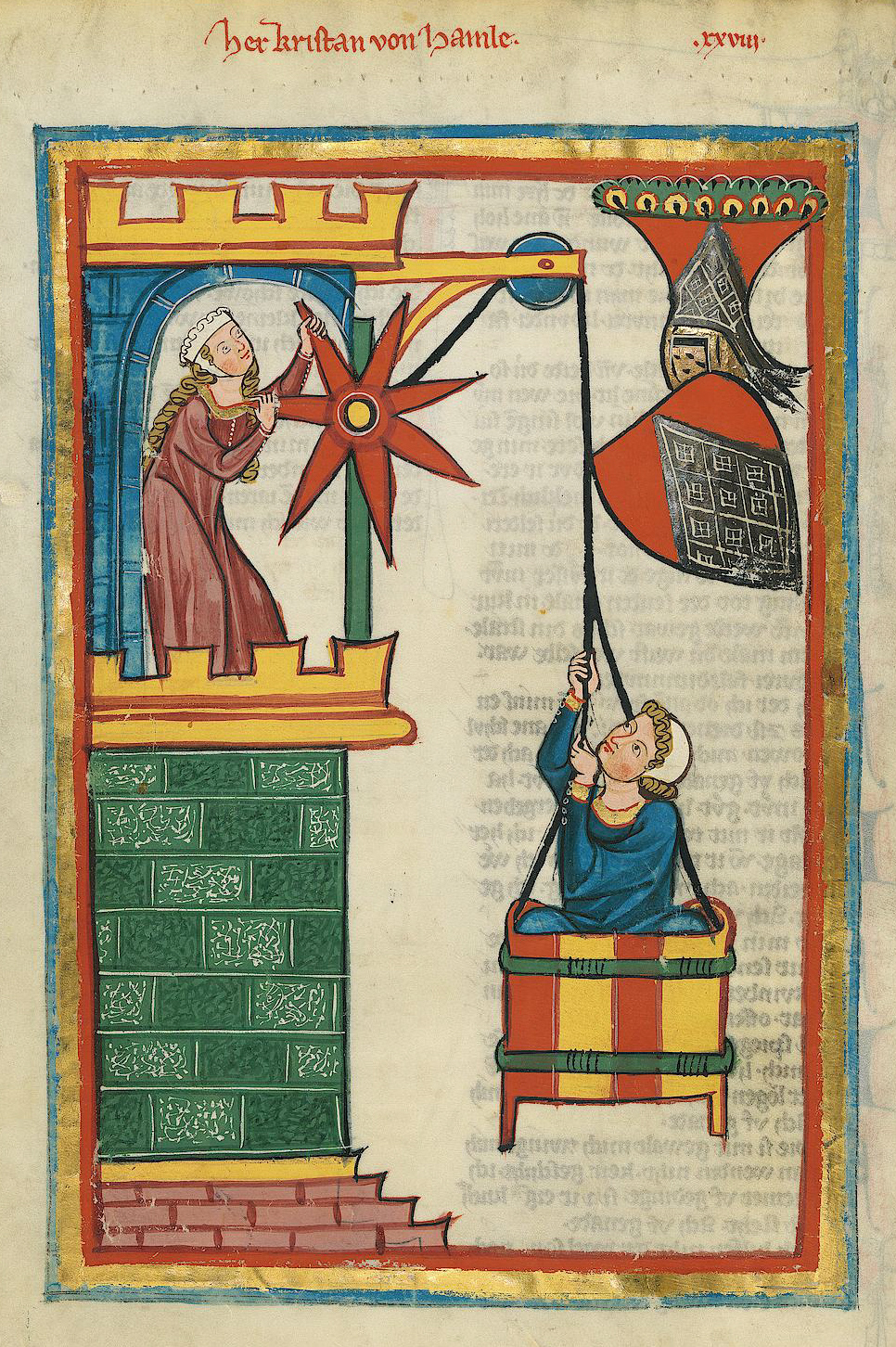
Amantes medievales en el codex Manesse.

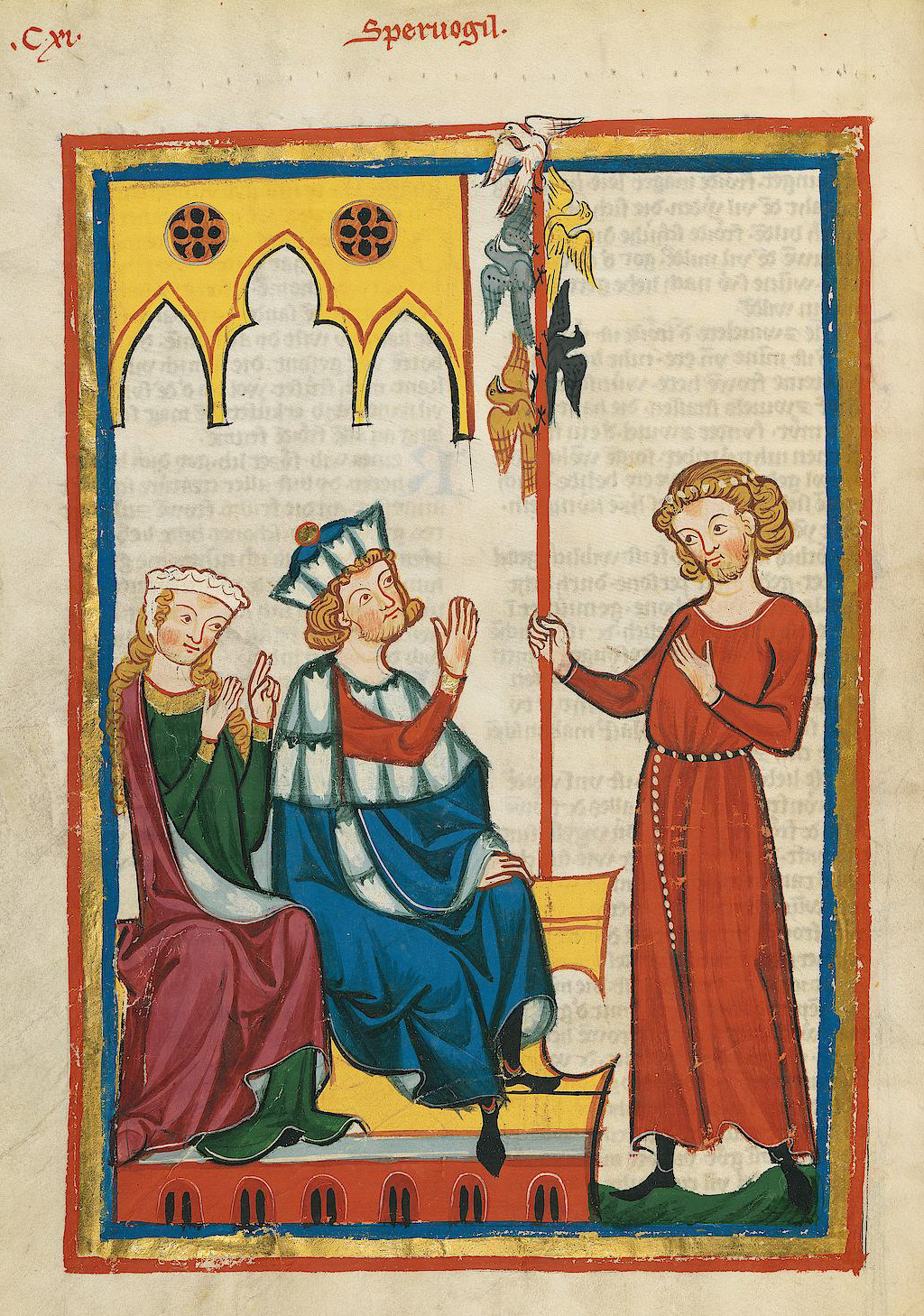
Un vasallo ante sus señores, clásico ejemplo de lealtad y honor en una corte medieval. Codex Manesse.

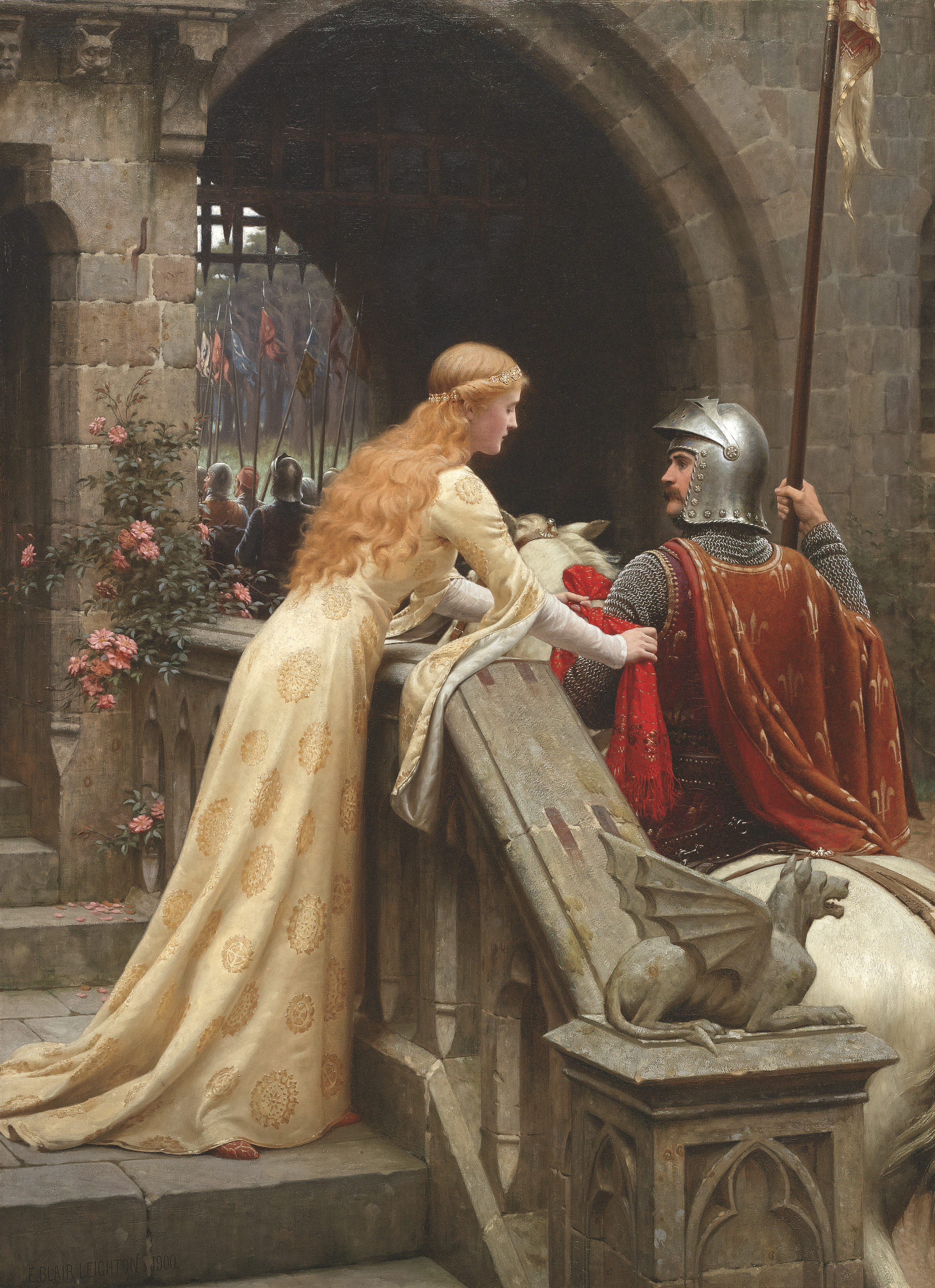
¡Buena fortuna!, Óleo sobre lienzo de Edmund Blair Leighton, 1900. Esta representación retrata el tema del amor cortés, donde se destacan las cualidades y virtudes humanas, elementos típicos de la novela cortés.

La novela cortés (en francés roman courtois) es una narración larga escrita en la Edad Media que se extendió por Europa principalmente desde finales del siglo XI hasta el siglo XIV. El adjetivo 'cortés' se refiere al contexto medieval del entorno de la corte. Este género literario se utilizó especialmente en las cortes anglonormandas del norte de Francia e Inglaterra. aunque, probablemente, su origen proviene de la Provenza, y se hizo popular, entre otros, en los Países Bajos o la zona de Turingia.
Contrariamente a las canciones de gesta que se inspiraban en la materia de Francia, la novela cortés toma como inspiración las denominadas romans de la materia de Roma o la materia de Bretaña. Las primitivas narraciones están escritas en versos octosilábicos o en prosa. Pone en escena caballeros que luchan por sus damas y llevan a cabo empresas caballerescas.

## Historia
La novela cortés es un relato en lengua romance, escrito primero en verso octosílabo, y luego en prosa, donde dominan las aventuras fabulosas y galantes. A partir de finales del siglo XI, los copistas reelaboraron al gusto de su contemporaneidad, sin preocuparse por el anacronismo, diferentes leyendas antiguas o bretonas, como el Romance de Alejandro, el Poema de Troya o los relatos de las hazañas del rey Arturo y los caballeros de la Tabla Redonda. Estas obras, reelaboradas, representan en cierto modo la transición entre el cantar de gesta y la novela cortés.
En el ambiente de la corte de Enrique II de Inglaterra y Leonor de Aquitania, frecuentado por los grandes poetas de la lengua de oc, creció el interés por la poesía vernácula, que junto a la exaltación de las leyendas sobre la dinastía inglesa, dio origen a la novela en prosa. Así, en el Poema de Troya de Benoît de Sainte-Maure, se cuenta que el origen de la Casa de Plantagenet se remontaba a los troyanos.
Durante la segunda mitad del siglo XII, los autores más famosos fueron Béroul (Tristán), Tomás de Inglaterra (Tristán), Chrétien de Troyes, originario de la Champaña (Erec et Enide, Cligès, Lancelot, Yvain, el Caballero del León o Perceval). María de Francia (la autora de Lais) es también una figura importante. El Roman de la Rose ocupa un lugar especial en la literatura cortesana. Se trata de una obra didáctica, compuesta de dos partes, escrita con unos cuarenta años de diferencia en el siglo XIII, por dos autores diferentes, Guillaume de Lorris y Jean de Meung. Esta novela va en busca del Amor y la Verdad. Es un sueño, ordenado en torno al símbolo de la rosa, emblema de la feminidad, que hay que conquistar. Tras el éxito de la novela, la alegoría se convirtió en uno de los principales medios para expresarse en la literatura a través de los sueños y las historias de aventuras.
Otro pilar fue el Roman de Brut, en francés, de 1155 de Robert Wace, donde se alternan narraciones de aventuras y temas de naturaleza amorosa. En Italia en la segunda mitad del siglo XIII, especialmente en el espacio entre el Véneto y la Toscana, el idioma francés era el idioma del arte. En este contexto, junto a textos destacados como el Libro del tesoro de Brunetto Latini, los Libros de las maravillas de Marco Polo o la Cronique des Veniciens de Martino Canal, aparecen también novelas artúricas».
Las huellas de este modelo, originalmente francés, ya se pueden encontrar en los países Bajos en la novela Eneas (1175) de Hendrik van Veldeke. En Alemania, en alto alemán medio, además de Hartmann von Aue (Erec 1180, Iwein 1202) y Gottfried von Straßburg (Tristán entre 1200 y 1210) se encuentra Wolfram von Eschenbach con su Parzival (1200–1210). 
En España, la Gran conquista de Ultramar, anónimo de finales del siglo XIII, es un relato castellano que contiene una crónica muy novelesca, con elementos legendarios, de la conquista de Jerusalén durante la Primera cruzada. El Libro del caballero Zifar (c. 1300), obra del arcediano de Madrid, Ferrand Martínez, es el primer relato de aventuras de ficción extenso de la prosa española. La novela caballeresca es un género más o menos ficticio, pero en principio realista de biografías de caballeros, como ejemplo de este género es la novela Tirant lo Blanch, escrita en valenciano a mediados del siglo XV por el caballero valenciano Joanot Martorell.

## Características
En la novela cortés, las hazañas caballerescas están destinadas principalmente a complacer a la "dama del corazón" y a resaltar las cualidades individuales del héroe. El héroe cortesano perfecto se debate entre la aventura y el amor. Lo cristiano maravilloso y lo sobrenatural ocupan un lugar importante en la narración y son sus elementos permanentes. La naturaleza y algunos personajes se describen en detalle. La vida material también está presente, describiendo castillos, atuendos, torneos, ceremonias, que representa una novedad frente al relato épico.
Con la literatura cortés, se pasa paulatinamente de la literatura transmitida de boca en boca y de forma anónima a la literatura escrita y firmada por un autor.

### La figura del héroe
Dentro de la novela cortés, los personajes remiten al comportamiento típico de la sociedad cortesana idealizada en la que se exalta el papel del héroe que está dispuesto a sacrificar su vida en el interés colectivo. Un ejemplo llamativo es la figura del caballero Orlando, el héroe que luchó durante mucho tiempo contra los sarracenos para liberar los territorios que ocupaban en España. El héroe, para alcanzar sus ideales, además de la habilidad en la caballería, debía poseer las llamadas virtudes cortesanas como el amor, la fidelidad y la bondad que sólo pueden agudizarse a través del amor de una dama.
El héroe de los cantares de gesta se exaltaba en un contexto colectivo en el que representaba a un pueblo en conflicto con otro (por ejemplo, el paladín Roldán contra los sarracenos), mientras que en la novela cortés el héroe tiene siempre una dimensión individual. Sus hazañas forman parte de un 'curso de formación' que lo llevará a encarnar los valores del 'caballero perfecto'.

### Interpretación del ideal
Las novelas dan amplio espacio a sucesos en los que sobresalen el amor y la magia, más que a los valores épicos y religiosos propios del cantar de gesta. Los contenidos están principalmente relacionados con el ciclo bretón, el ciclo artúrico o la Mesa Redonda. Los personajes actúan según los principios de la vida cortesana, en los que sobresalen la servidumbre hacia el soberano y el honor hacia los caballeros y hombres de armas.
Además del amor, interpretado según la concepción que se define como amor cortés, emergen los valores típicos de la sociedad caballeresca, a saber, el deseo de aventura, la exaltación del valor individual, la idealización del carácter noble frente al villano. El propósito de los textos era ante todo el entretenimiento de un público compuesto por gente aristocrática de gustos refinados. A este respecto, el crítico Erich Auerbach afirmaba que el objetivo de la novela cortés era 'la autorrepresentación de la caballería feudal en sus formas de vida y sus ideales'.